# Capriccio del Foro Romano con l'arco di Costantino e il Colosseo sullo sfondo
Il Capriccio del Foro Romano con l'Arco di Costantino e il Colosseo sullo sfondo è un dipinto (98,1x135,4 cm) realizzato dal pittore olandese Matthias Withoos.
Rappresenta un paesaggio in cui elementi decorativi architettonici romani si fondono con una raffigurazione altamente realistica di alberi e fiori.
In primo piano si vedono cespugli fioriti, resi in modo dettagliato: convolvoli, cardi e fiori selvatici crescono a casaccio alla base di un albero ombroso. Tra i cespugli si vede una statua con Romolo e Remo allattati dalla lupa. Sparsi sul suolo forestale si trovano resti di statue, tra cui figure a cavallo. Alla base di una collina, su cui crescono alberi, si nota un'antica fontana invasa dalla vegetazione su cui è appollaiato un pavone.
Sullo sfondo, invece, si vedono le rovine del Foro Romano, l'Arco di Costantino e più a destra il Colosseo. Questi resti sono combinati con elementi architettonici fantasiosi, che creano l'impressione di una città vista in lontananza.
Prevalgono i colori freddi: il cielo nuvoloso e una tinta bluastra, che pervade l'intero dipinto, contribuiscono a creare una sensazione di mistero e malinconia.
La sezione in primo piano del dipinto potrebbe costituire un quadro a sé stante: una delle composizioni simil natura morta tipiche di Matthias Withoos in cui l'artista rappresenta in modo dettagliato la natura selvatica del sottobosco assieme anche a fiori coltivati come rose e gigli. Spesso questo pittore attribuisce ai fiori il significato di Vanitas, ovvero simboli legati alla transitorietà.